# 策肋定剧院

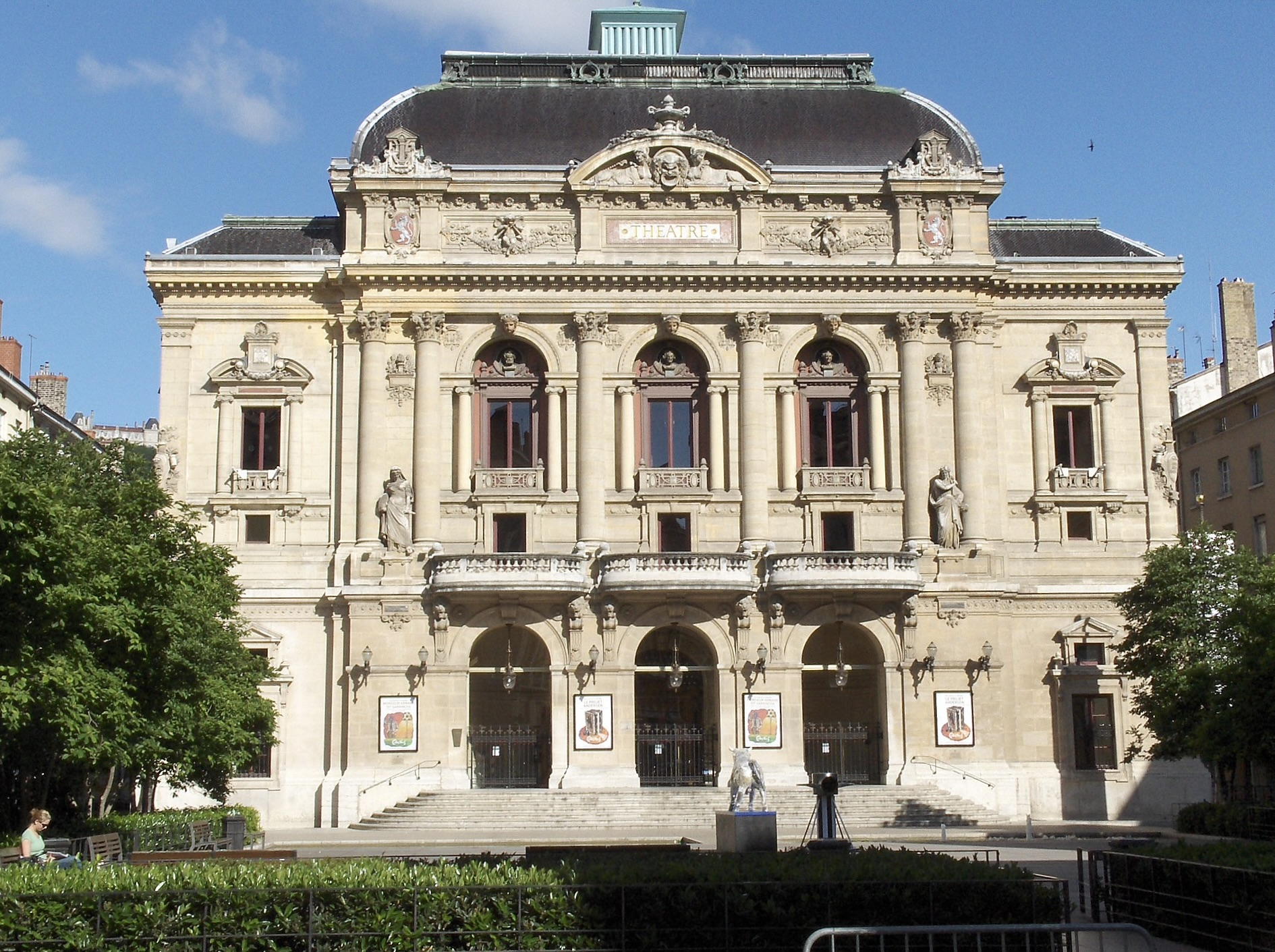
策肋定剧院

策肋定剧院（Théâtre des Célestins）位于法国里昂策肋定广场，由加斯帕德安德烈设计，1877年开业。

## 历史

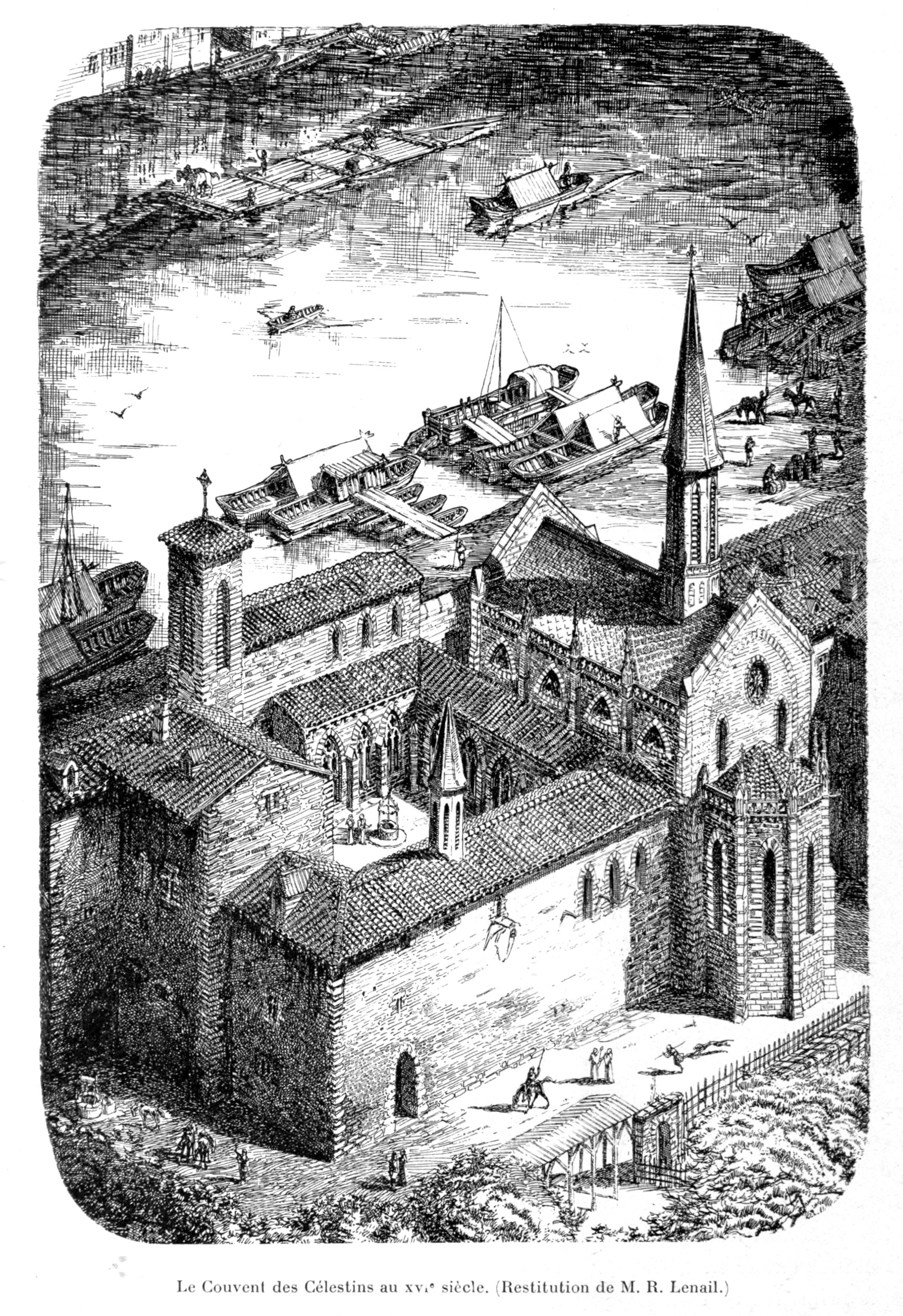
策肋定修道院，19世纪重建

策肋定剧院和广场的所在地原是一座策肋定会的修道院和教堂（1407-189年），位于索恩河河岸，土地原属圣殿骑士团，萨沃伊的阿梅迪奥八世将其夺取，送给策肋定会。

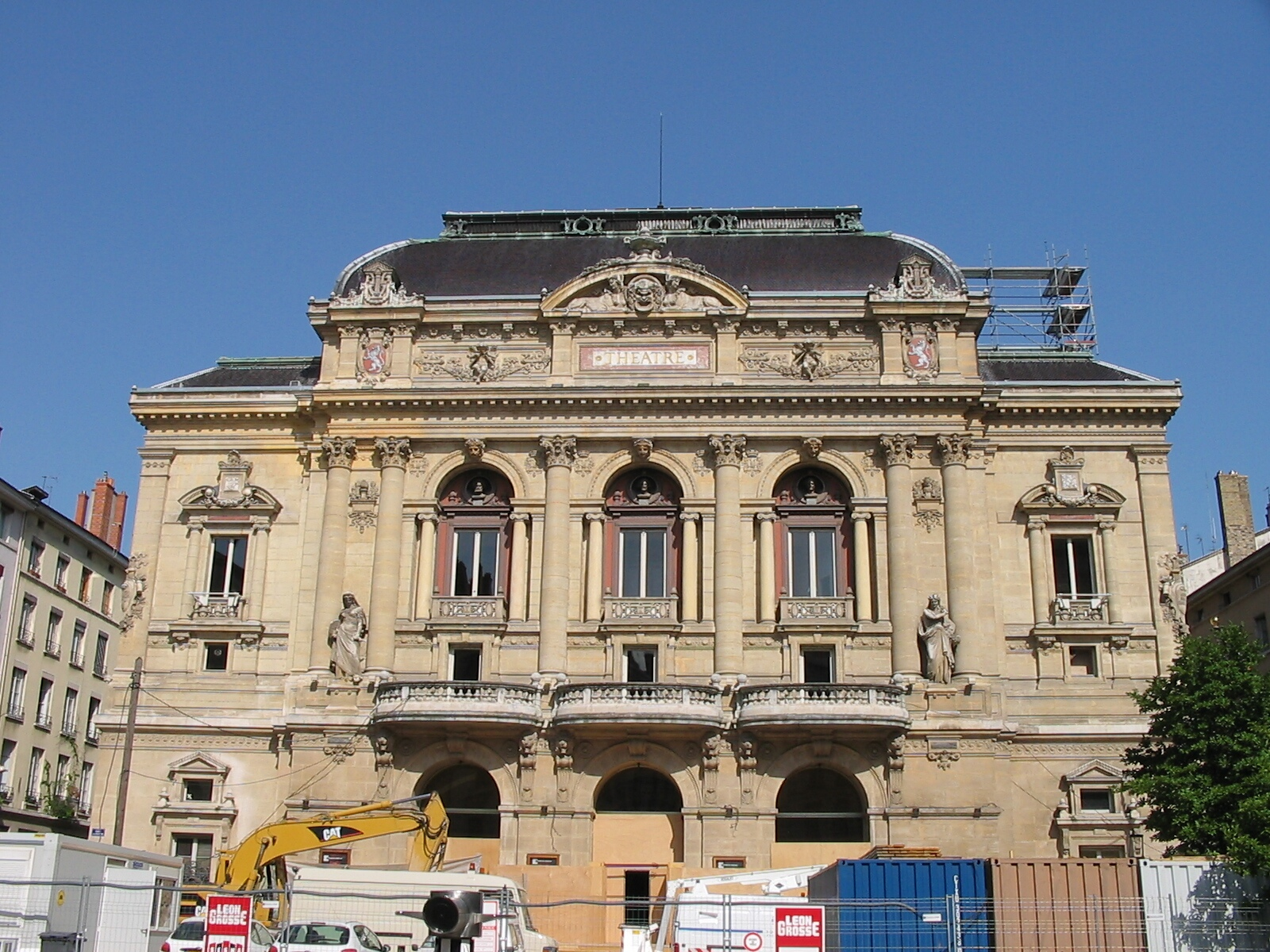